# César du meilleur montage
Le César du meilleur montage est une récompense cinématographique française décernée par l'Académie des arts et techniques du cinéma depuis la première remise de prix le 3 avril 1976 au palais des congrès à Paris.

## Palmarès

### Années 1970
- 1976 : Sept Morts sur ordonnance – Geneviève Winding
  - L'important c'est d'aimer – Christiane Lack
  - Adieu poulet – Jean Ravel
  - Le Sauvage – Marie-Josèphe Yoyotte
  - Le Vieux Fusil – Eva Zora
- 1977 : Police Python 357 – Marie-Josèphe Yoyotte
  - Monsieur Klein – Henri Lanoë
  - Barocco – Claudine Merlin
  - Une femme à sa fenêtre – Jean Ravel
- 1978 : Providence – Albert Jurgenson
  - Le Passé simple – Françoise Bonnot
  - Le fond de l'air est rouge – Chris Marker
  - La Menace – Henri Lanoë
- 1979 : Le Dossier 51 – Raymonde Guyot
  - Un papillon sur l'épaule – Henri Lanoë
  - L'Argent des autres – Jean Ravel
  - L'État sauvage – Geneviève Winding

### Années 1980
- 1980 : Don Giovanni – Reginald Beck
  - Série noire – Thierry Derocles
  - Le Cavaleur – Henri Lanoë
  - Buffet froid et Les Sœurs Brontë – Claudine Merlin
- 1981 : Le Dernier Métro – Martine Barraqué-Currie
  - Le Coup du parapluie – Albert Jurgenson
  - La Mort en direct – Armand Psenny
  - La Banquière – Geneviève Winding
- 1982 : Garde à vue – Albert Jurgenson
  - Les Uns et les Autres – Hugues Darmois et Sophie Bhaud
  - Malevil – Henri Lanoë
  - Coup de torchon – Armand Psenny
- 1983 : Qu'est-ce qui fait courir David ? – Noëlle Boisson
  - La Balance – Françoise Javet Frédérix
  - Les Quarantièmes rugissants – Henri Lanoë
  - Tir groupé – Armand Psenny
  - L'Étoile du Nord – Jean Ravel
- 1984 : L'Été meurtrier – Jacques Witta
  - Hanna K. – Françoise Bonnot
  - L'Homme blessé – Denise de Casabianca
  - Les Mots pour le dire – Claire Pinheiro
  - Faits divers – Franssou Prenant
- 1985 : Les Ripoux – Nicole Saunier
  - Notre histoire – Claudine Merlin
  - Un dimanche à la campagne – Armand Psenny
  - Souvenirs, Souvenirs – Geneviève Winding
- 1986 : Péril en la demeure – Raymonde Guyot
  - Police – Yann Dedet
  - On ne meurt que deux fois – Henri Lanoë
  - Subway – Sophie Schmit
- 1987 : Thérèse – Isabelle Dedieu
  - Tenue de soirée – Claudine Merlin
  - 37°2 le matin – Monique Prim
  - Autour de minuit – Armand Psenny
- 1988 : Au revoir les enfants – Emmanuelle Castro
  - Sous le soleil de Satan – Yann Dedet
  - Le Grand Chemin – Raymonde Guyot
- 1989 : L'Ours – Noëlle Boisson
  - La Lectrice – Raymonde Guyot
  - Camille Claudel – Joëlle Hache et Jeanne Kef

### Années 1990
- 1990 : Trop belle pour toi – Claudine Merlin
  - Monsieur Hire – Joëlle Hache
  - La Vie et rien d'autre – Armand Psenny
- 1991 : Cyrano de Bergerac – Noëlle Boisson
  - Le Mari de la coiffeuse – Joëlle Hache
  - Nikita – Olivier Mauffroy (de)
- 1992 : Delicatessen – Hervé Schneid
  - Merci la vie – Claudine Merlin
  - Tous les matins du monde – Marie-Josèphe Yoyotte
- 1993 : Les Nuits fauves – Lise Beaulieu
  - L'Amant – Noëlle Boisson
  - Indochine – Geneviève Winding
- 1994 : Trois Couleurs : Bleu – Jacques Witta
  - Smoking / No Smoking – Albert Jurgenson
  - Les Visiteurs – Catherine Kelber
  - Germinal – Hervé de Luze
- 1995 : Regarde les hommes tomber – Juliette Welfling
  - Léon – Sylvie Landra
  - La Reine Margot – Hélène Viard et François Gédigier
- 1996 : La Haine – Scott Stevenson et Mathieu Kassovitz
  - Le Hussard sur le toit – Noëlle Boisson
  - Nelly et Monsieur Arnaud – Jacqueline Thiedot
- 1997 : Microcosmos – Marie-Josèphe Yoyotte et Florence Ricard
  - Ridicule – Joëlle Hache
  - Un héros très discret – Juliette Welfling
- 1998 : On connaît la chanson – Hervé de Luze
  - Le Cinquième Élément – Sylvie Landra
  - Le Bossu – Henri Lanoë
- 1999 : Taxi – Véronique Lange
  - Place Vendôme – Luc Barnier et Françoise Bonnot
  - Ceux qui m'aiment prendront le train – François Gédigier

### Années 2000
- 2000 : Voyages – Emmanuelle Castro
  - La Fille sur le pont – Joëlle Hache
  - Jeanne d'Arc – Sylvie Landra
- 2001 : Harry, un ami qui vous veut du bien – Yannick Kergoat
  - Le Goût des autres – Hervé de Luze
  - Les Rivières pourpres – Marilyne Monthieux
- 2002 : Le Peuple migrateur – Marie-Josèphe Yoyotte
  - Le Fabuleux Destin d'Amélie Poulain – Hervé Schneid
  - Sur mes lèvres – Juliette Welfling
- 2003 : Être et avoir – Nicolas Philibert
  - Le Pianiste (The Pianist) – Hervé de Luze
  - L'Auberge espagnole – Francine Sandberg
- 2004 : Un couple épatant, Cavale et Après la vie – Danielle Anezin, Valérie Loiseleux et Ludo Troch
  - Pas sur la bouche – Hervé de Luze
  - Bon Voyage – Marilyne Monthieux
- 2005 : Deux Frères – Noëlle Boisson
  - 36 quai des Orfèvres – Hachdé
  - Un long dimanche de fiançailles – Hervé Schneid
- 2006 : De battre mon cœur s'est arrêté – Juliette Welfling
  - La Marche de l'empereur – Sabine Emiliani
  - Les Poupées russes – Francine Sandberg
- 2007 : Ne le dis à personne – Hervé de Luze
  - Quand j'étais chanteur – Martine Giordano
  - Indigènes – Yannick Kergoat
  - Fauteuils d'orchestre – Sylvie Landra
  - Cœurs – Hervé de Luze
- 2008 : Le Scaphandre et le Papillon – Juliette Welfling
  - La Graine et le Mulet – Ghalya Lacroix et Camille Toubkis
  - Un secret – Véronique Lange
  - La Môme – Richard Marizy et Yves Beloniak
  - Persépolis – Stéphane Roche
- 2009 : Le Premier Jour du reste de ta vie – Sophie Reine
  - Un conte de Noël – Laurence Briaud
  - Entre les murs – Robin Campillo et Stéphanie Léger
  - Paris – Francine Sandberg
  - Mesrine : L'Instinct de mort et Mesrine : L'Ennemi public no 1 – Hervé Schneid et Bill Pankow

### Années 2010

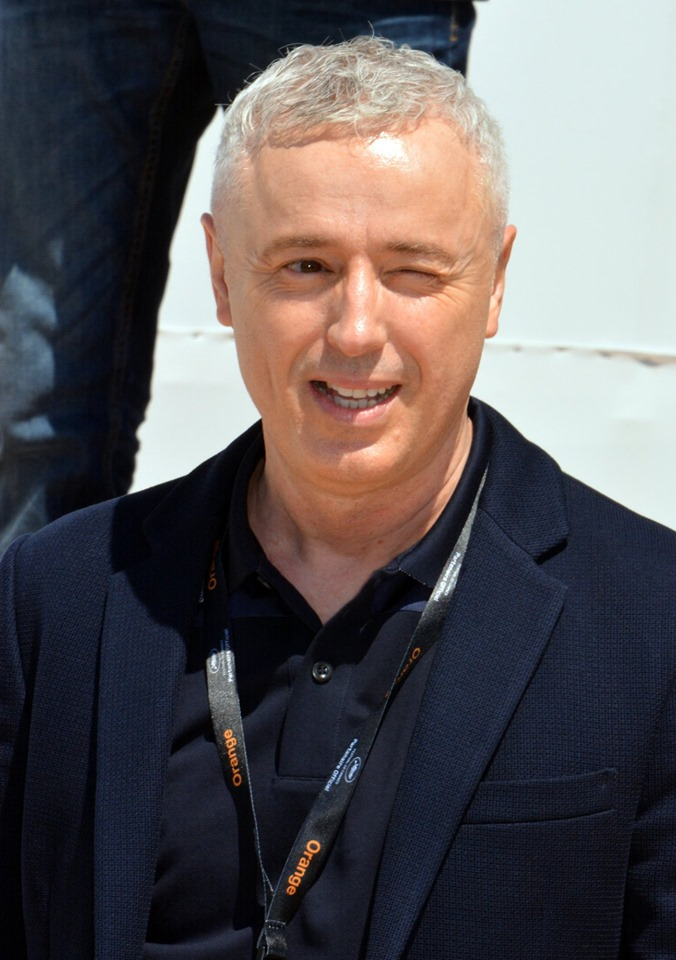
Robin Campillo au Festival de Cannes 2019.

- 2010 : Un prophète – Juliette Welfling
  - À l'origine – Célia Lafitedupont
  - Les Herbes folles – Hervé de Luze
  - Welcome – Andréa Sedlackova
  - Le Concert – Ludo Troch
- 2011 : The Ghost Writer – Hervé de Luze
  - Gainsbourg, vie héroïque – Marilyne Monthieux
  - Tournée – Annette Dutertre
  - Carlos – Luc Barnier
  - Des hommes et des dieux – Marie-Julie Maille
- 2012 : Polisse – Laure Gardette et Yann Dedet
  - The Artist – Anne-Sophie Bion et Michel Hazanavicius
  - L'Exercice de l'État – Laurence Briaud
  - La guerre est déclarée – Pauline Gaillard
  - Intouchables – Dorian Rigal-Ansous
- 2013 : De rouille et d'os – Juliette Welfling
  - Les Adieux à la reine – Luc Barnier
  - Amour – Monika Willi
  - Camille redouble – Annette Dutertre et Michel Klochendler
  - Holy Motors – Nelly Quettier
- 2014 : Les Garçons et Guillaume, à table ! – Valérie Deseine
  - 9 Mois ferme – Christophe Pinel
  - L'Inconnu du lac – Jean-Christophe Hym
  - La Vie d'Adèle – Camille Toubkis, Albertine Lastera, Jean-Marie Lengellé, Ghalya Lacroix
  - Le Passé – Juliette Welfling
- 2015 : Timbuktu – Nadia Ben Rachid
  - Les Combattants – Lilian Corbeille
  - Hippocrate – Christel Dewynter
  - Party Girl – Frédéric Baillehaiche
  - Saint Laurent – Fabrice Rouaud
- 2016 : Mustang – Mathilde Van de Moortel
  - Dheepan – Juliette Welfling
  - Marguerite – Cyril Nakache
  - Mon roi – Simon Jacquet
  - Trois Souvenirs de ma jeunesse – Laurence Briaud
- 2017 : Juste la fin du monde - Xavier Dolan
  - Divines - Loïc Lallemand et Vincent Tricon
  - Elle - Job ter Burg
  - Frantz - Laure Gardette
  - Mal de pierres - Simon Jacquet
- 2018 : 120 battements par minute – Robin Campillo
  - Au revoir là-haut – Christophe Pinel
  - Barbara – François Gédigier
  - Petit Paysan – Julie Lena, Lilian Corbeille et Grégoire Pontécaille
  - Le Sens de la fête – Dorian Rigal-Ansous
- 2019 : Jusqu'à la garde - Yorgos Lamprinos
  - Les Chatouilles - Valérie Deseine
  - En liberté ! - Isabelle Devinck
  - Les Frères Sisters - Juliette Welfling
  - Le Grand Bain - Simon Jacquet

### Années 2020
- 2020 : Flora Volpelière pour Les Misérables
  - Laure Gardette pour Grâce à Dieu
  - Hervé de Luze pour J'accuse
  - Anny Danché et Florent Vassault pour La Belle Époque
  - Dorian Rigal-Ansou pour Hors normes
- 2021 : Tina Baz pour Adolescentes
  - Chistophe Pinel pour Adieu les cons
  - Annette Dutertre pour Antoinette dans les Cévennes
  - Martial Salomon pour Les Choses qu'on dit, les choses qu'on fait
  - Laure Gardette pour Été 85
- 2022 : Nelly Quettier pour Annette
  - Simon Jacquet pour BAC Nord
  - Valentin Féron pour Boîte noire
  - Frédéric Baillehaiche pour La Fracture
  - Cyril Nakache pour Illusions perdues
- 2023 : Mathilde Van de Moortel pour À plein temps
  - Anne-Sophie Bion pour En corps
  - Pierre Deschamps pour L'Innocent
  - Laure Gardette pour Novembre
  - Laurent Rouan pour La Nuit du 12
- 2024 : Laurent Sénéchal pour Anatomie d'une chute
  - Francis Vesin pour Je verrai toujours vos visages
  - Valérie Loiseleux pour Little Girl Blue
  - Yann Dedet pour Le Procès Goldman
  - Lilian Corbeille pour Le Règne animal
- 2025 : Xavier Sirven pour L'Histoire de Souleymane
  - Simon Jacquet pour L'Amour ouf
  - Célia Lafitedupont pour Le Comte de Monte-Cristo
  - Juliette Welfling pour Emilia Pérez
  - Guerric Catala pour En fanfare